# Iklad-Domony megállóhely
Iklad-Domony megállóhely vasúti megállóhely Pest vármegyében, Iklad községben. A megállót a MÁV üzemelteti.
Iklad központjának déli részén helyezkedik el, a másik névadó településhez, Domonyhoz is közel (belterületének északkeleti szélétől alig 400 méterre). Közúti megközelítését a két falut összekötő 21 115-ös számú mellékútból kiágazó, rövid 21 318-as út teszi lehetővé.

## Vasútvonalak
A megállóhelyet az alábbi vasútvonalak érintik:
- Aszód–Vácrátót-vasútvonal
- Aszód–Balassagyarmat–Ipolytarnóc-vasútvonal

## Kapcsolódó állomások
A megállóhelyhez az alábbi állomások vannak a legközelebb:
- Aszód vasútállomás (Aszód–Balassagyarmat–Ipolytarnóc-vasútvonal)
- Iklad-Domony felső megállóhely (Aszód–Balassagyarmat–Ipolytarnóc-vasútvonal)

## Megközelítés tömegközlekedéssel
- Helyközi busz:  341, 342, 347, 348, 457, 458, 459, 460, 461

## Forgalom
| Járat | Útvonal | Gyakoriság |
| ----- | --- | ---------- |
| S780  | (Hatvan – Tura – Galgahévíz – Hévízgyörk –) Aszód – Iklad-Domony – Iklad-Domony felső – Galgamácsa – Galgagyörk – Püspökhatvan – Acsa-Erdőkürt – Galgaguta – Nógrádkövesd – Becske alsó – Magyarnándor – Mohora – Szügy – Balassagyarmat | 2 óránként |
| S77   | Aszód – Iklad-Domony – Galgamácsa – Váckisújfalu – Vác | 2 óránként |